# 塞萨洛尼基考古博物馆
40°37′30″N 22°57′14″E / 40.6251°N 22.9538°E
塞萨洛尼基考古博物馆（希臘語：Αρχαιολογικό Μουσείο Θεσσαλονίκης）是希腊中马其顿塞萨洛尼基的一个博物馆，收藏的文物涉及古风时期、古典时代、希腊化时代和古罗马时期，大多来自塞萨洛尼基市，也有来自马其顿地区。
博物馆建筑由建筑师Patroklos Karantinos设计，建于1962年，现代风格。

## 圖庫

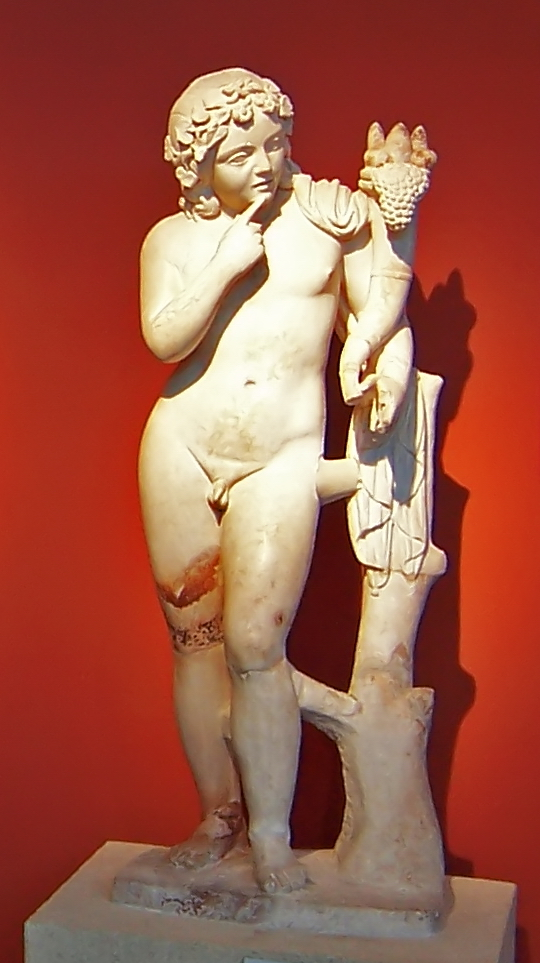
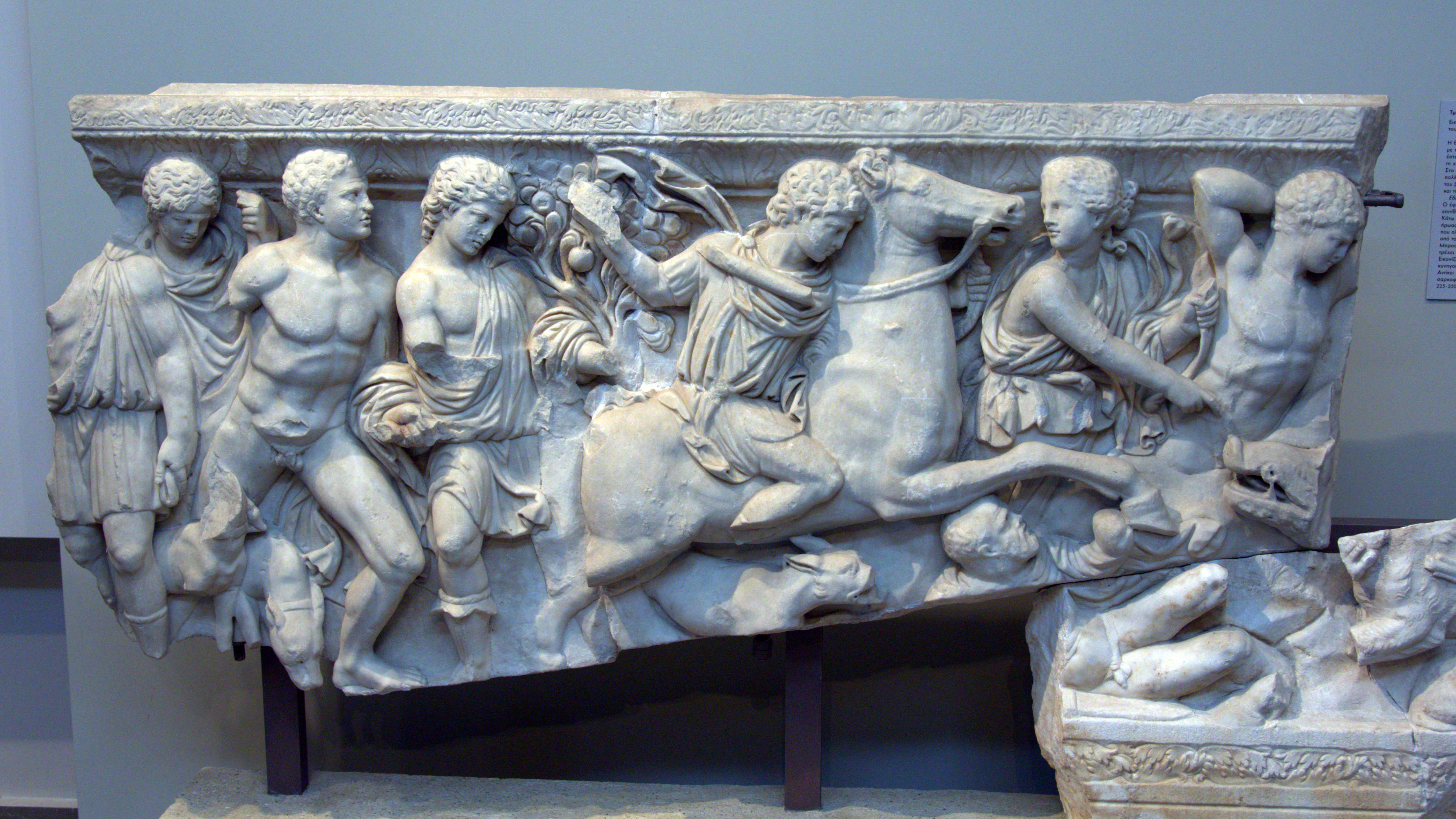
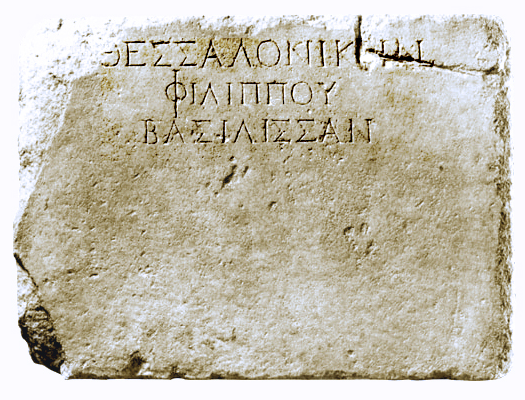
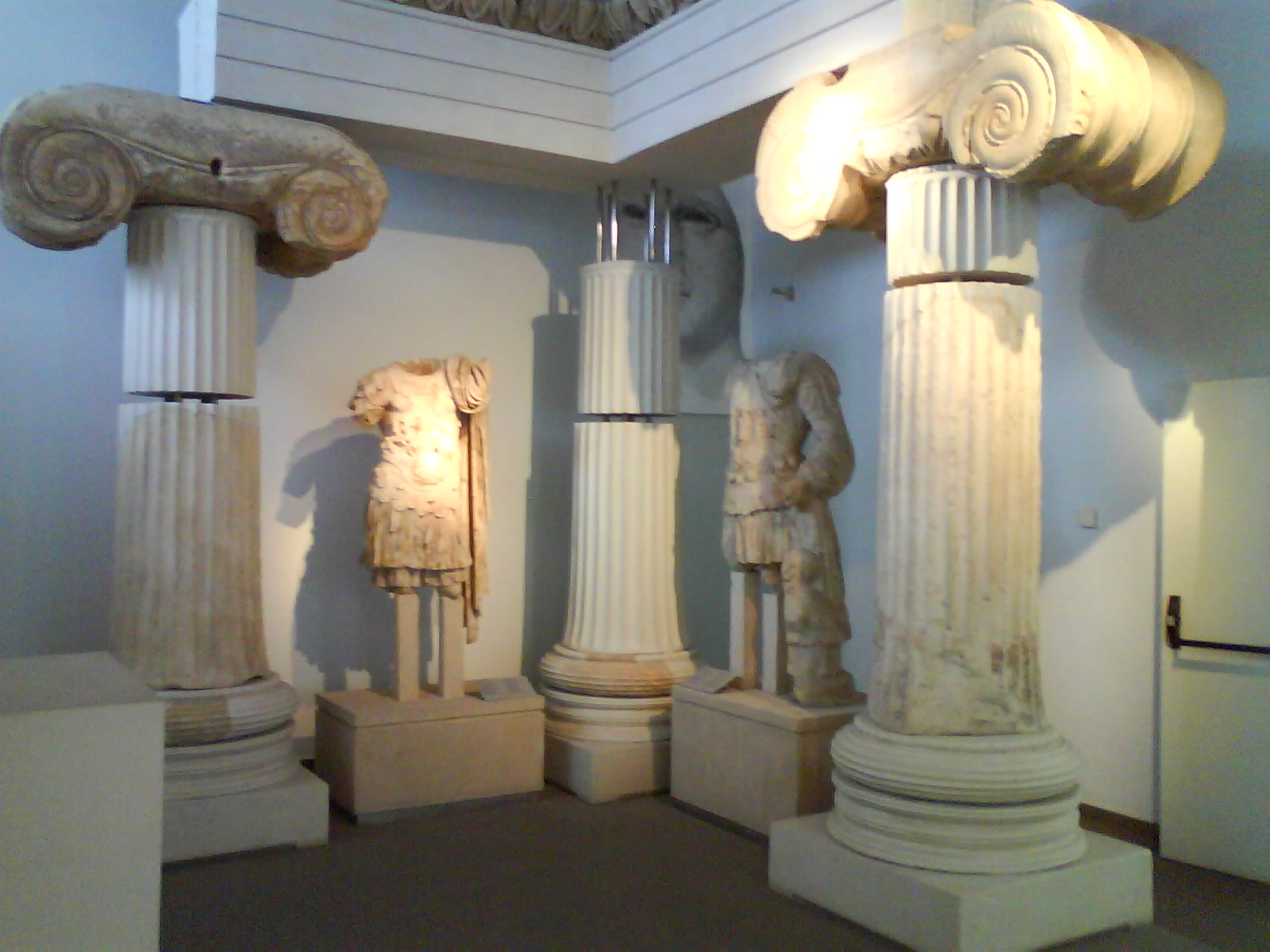
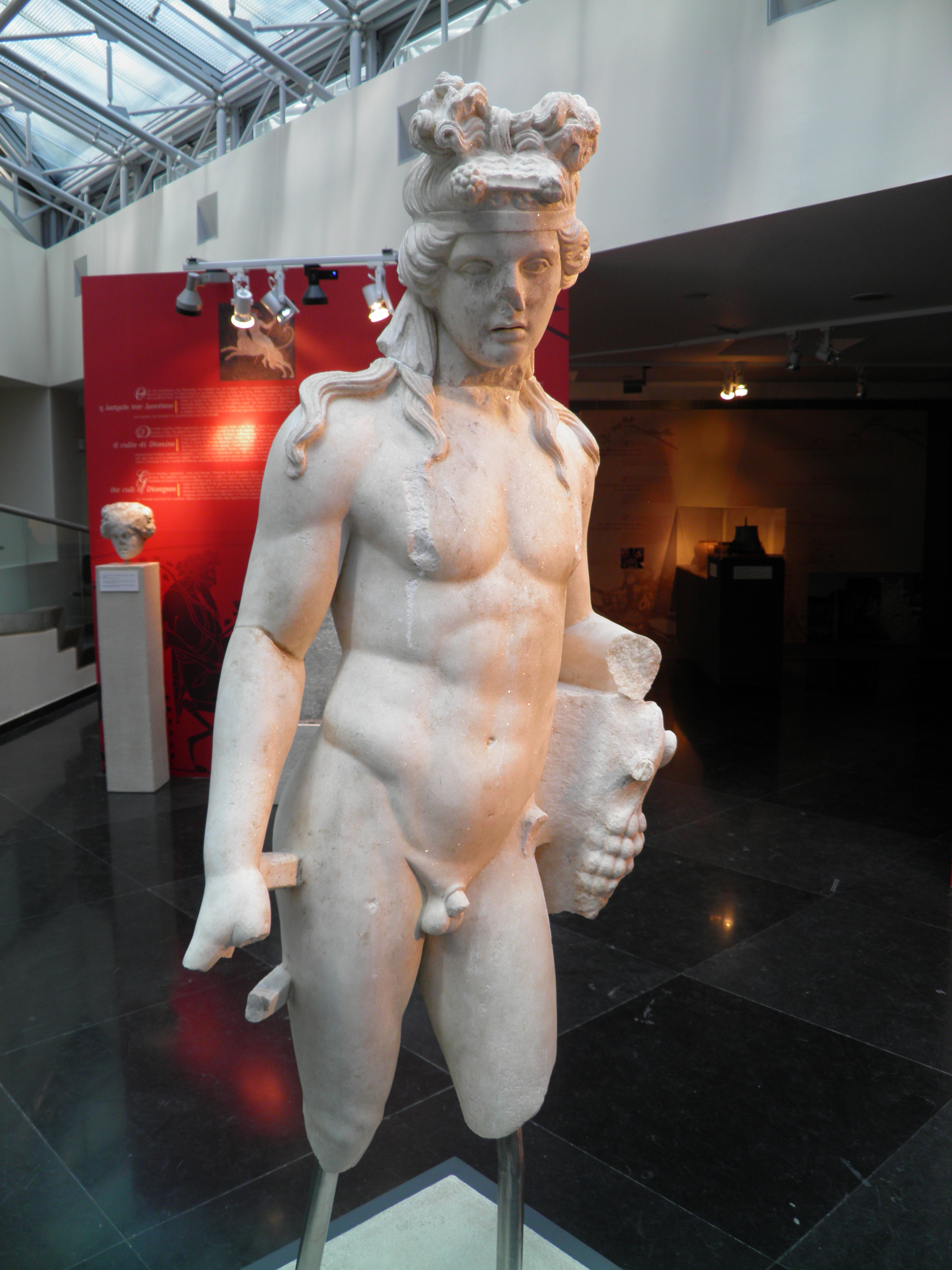
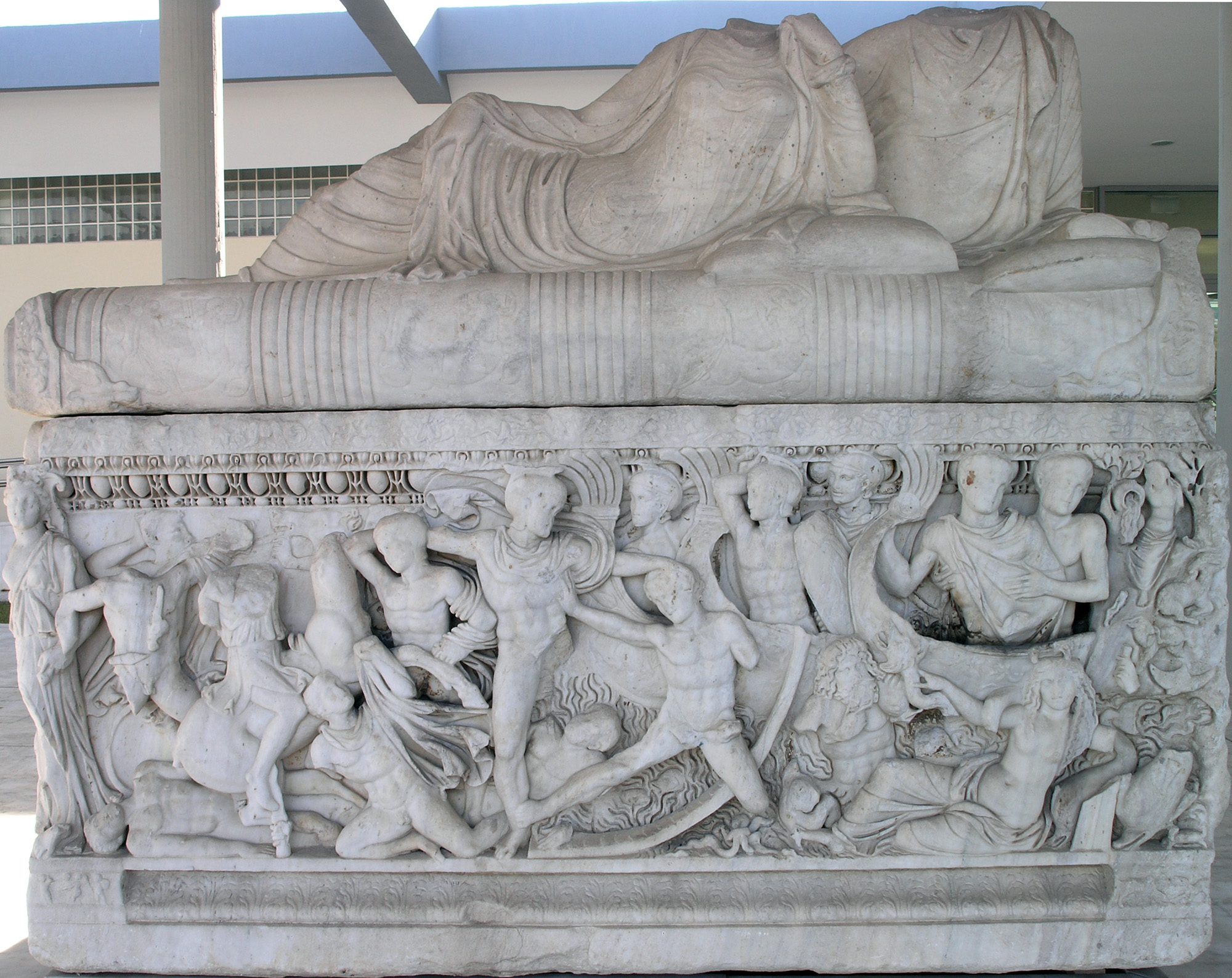
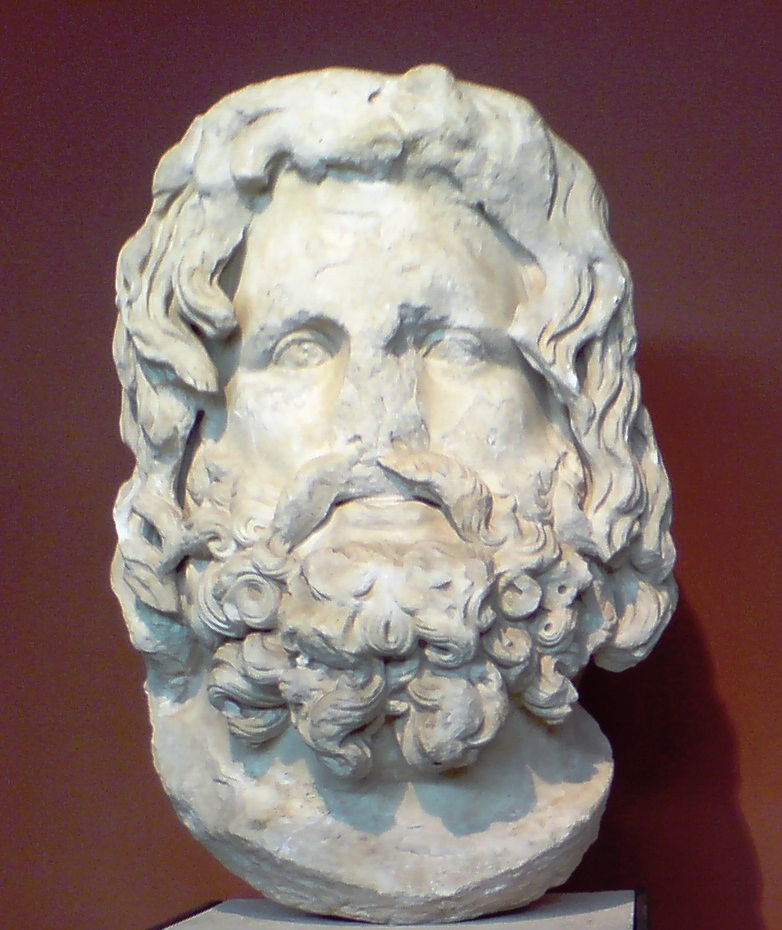
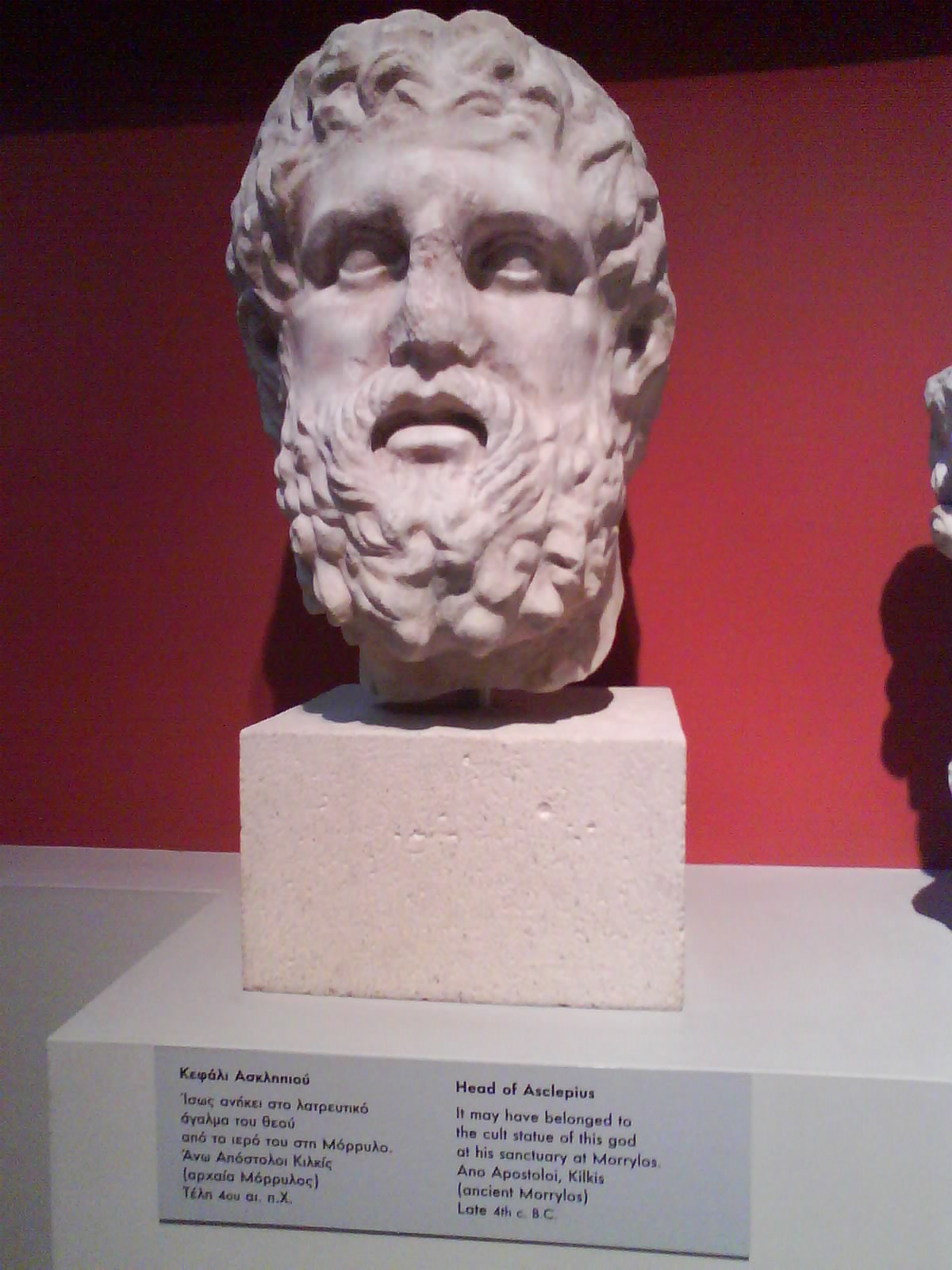
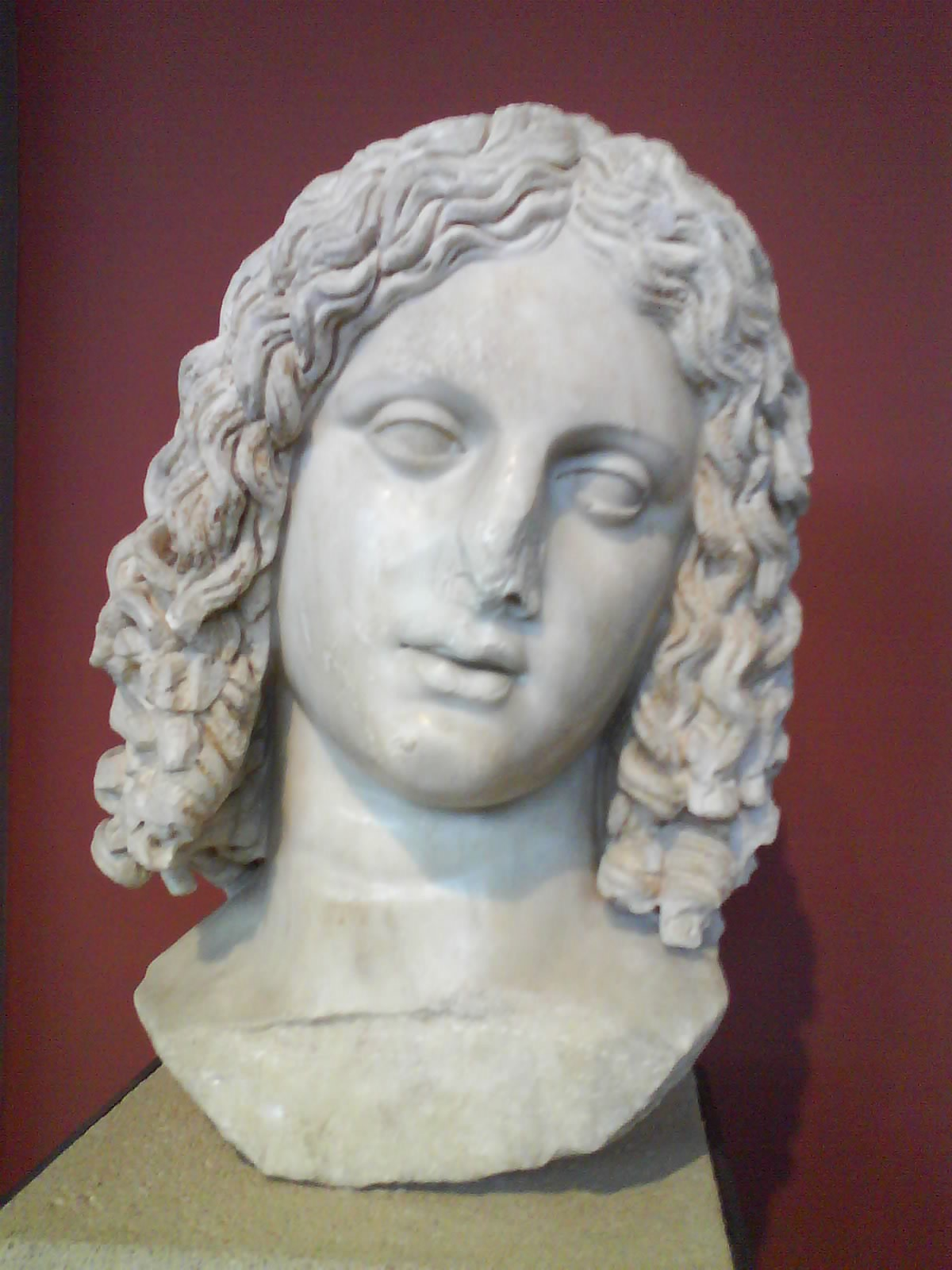
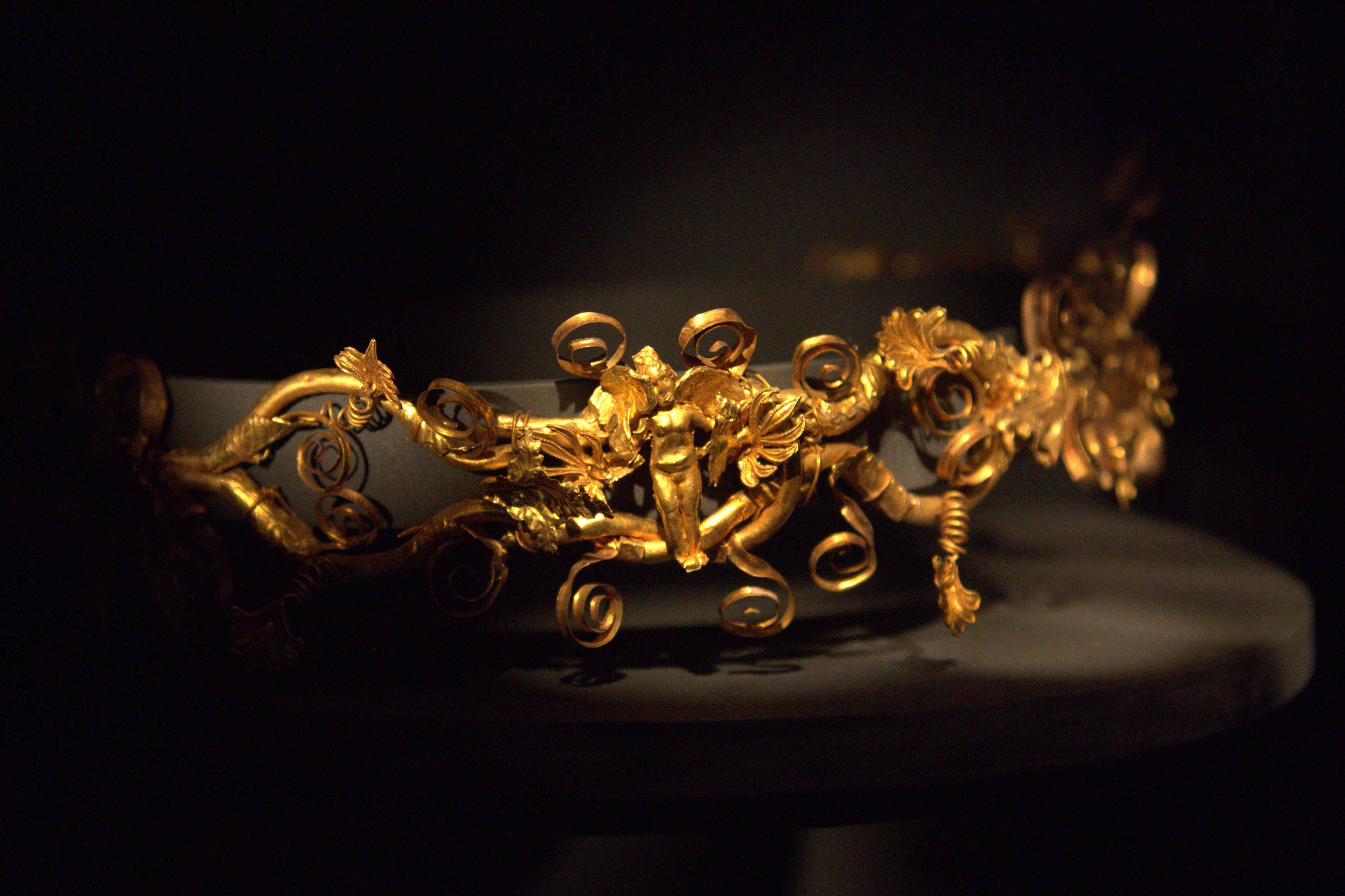
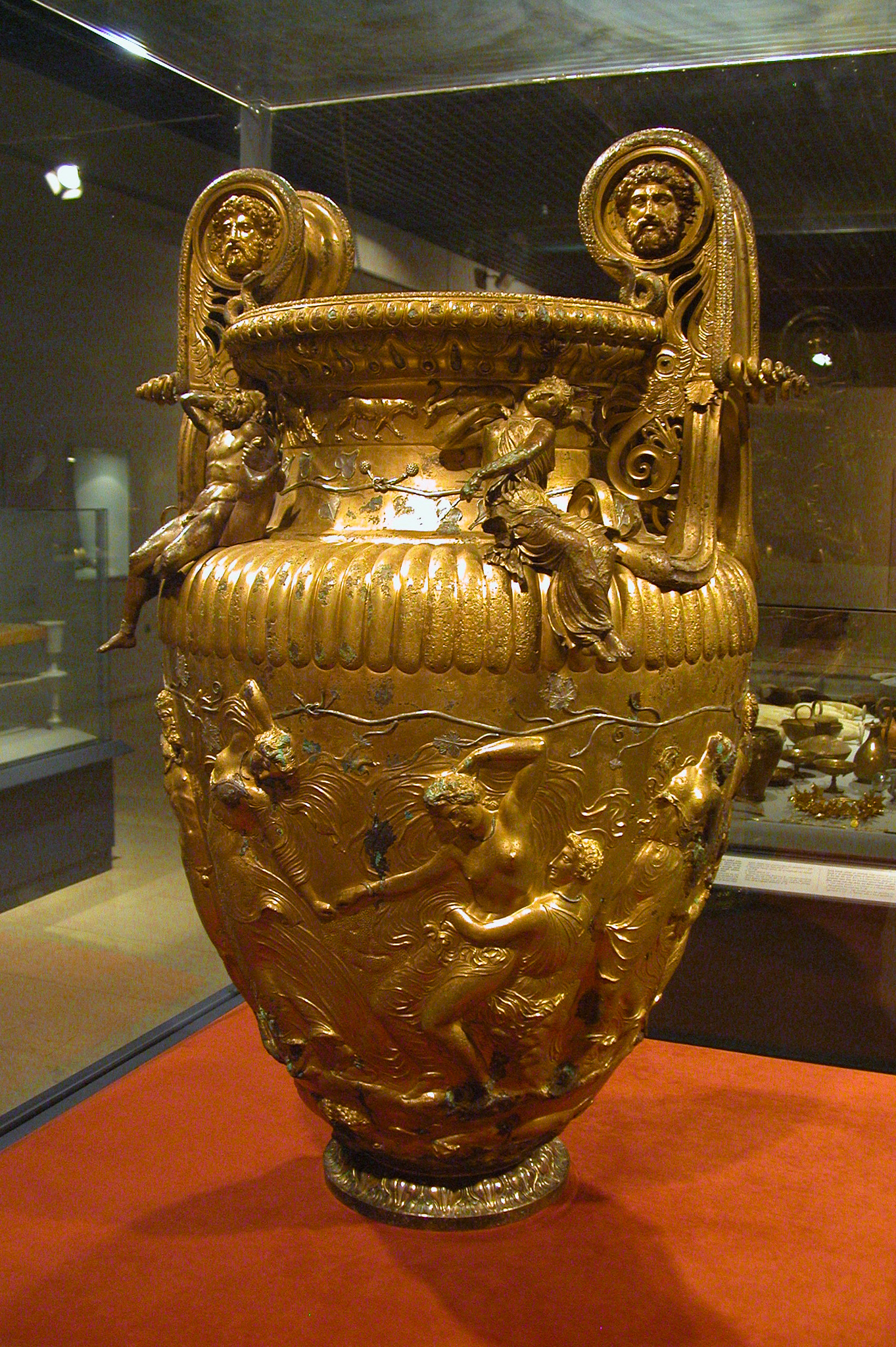
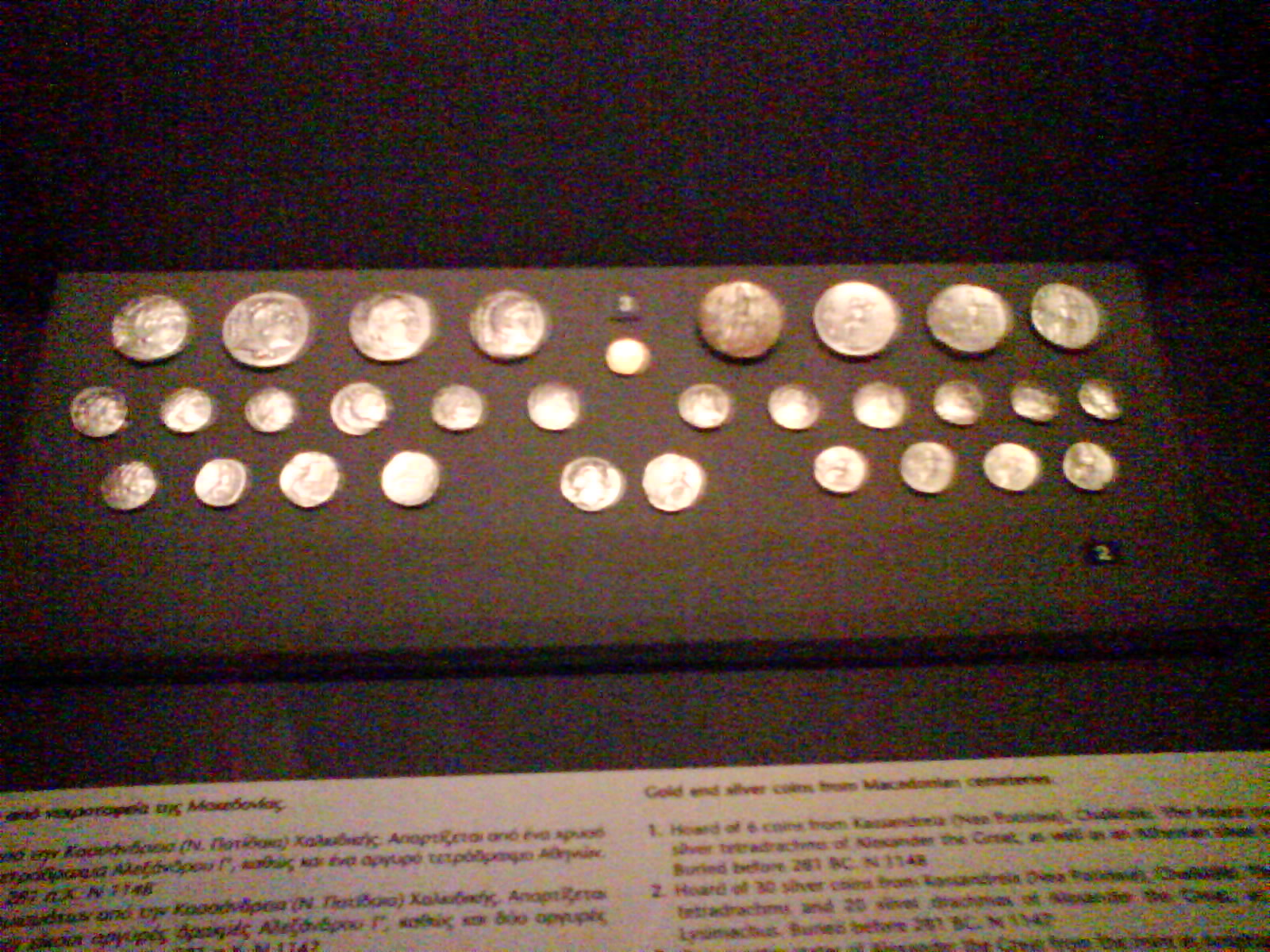
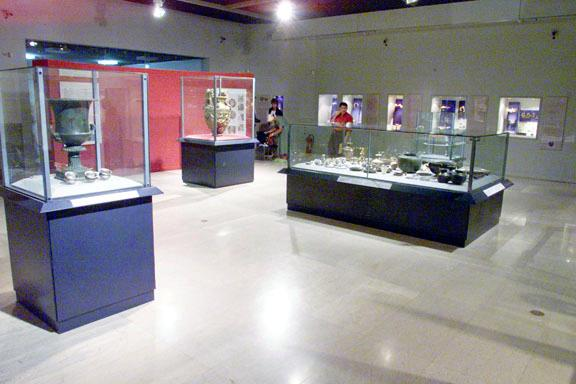
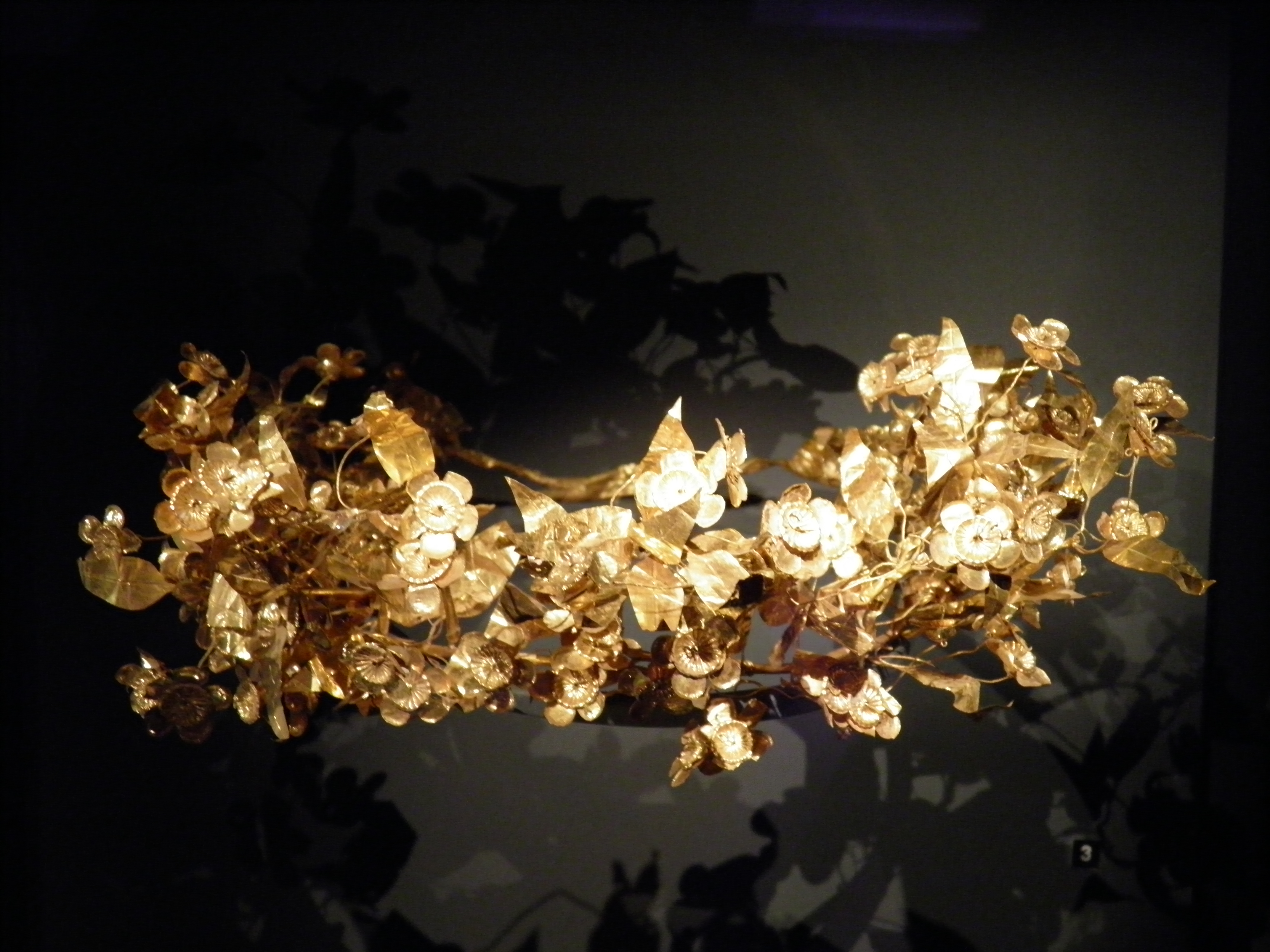
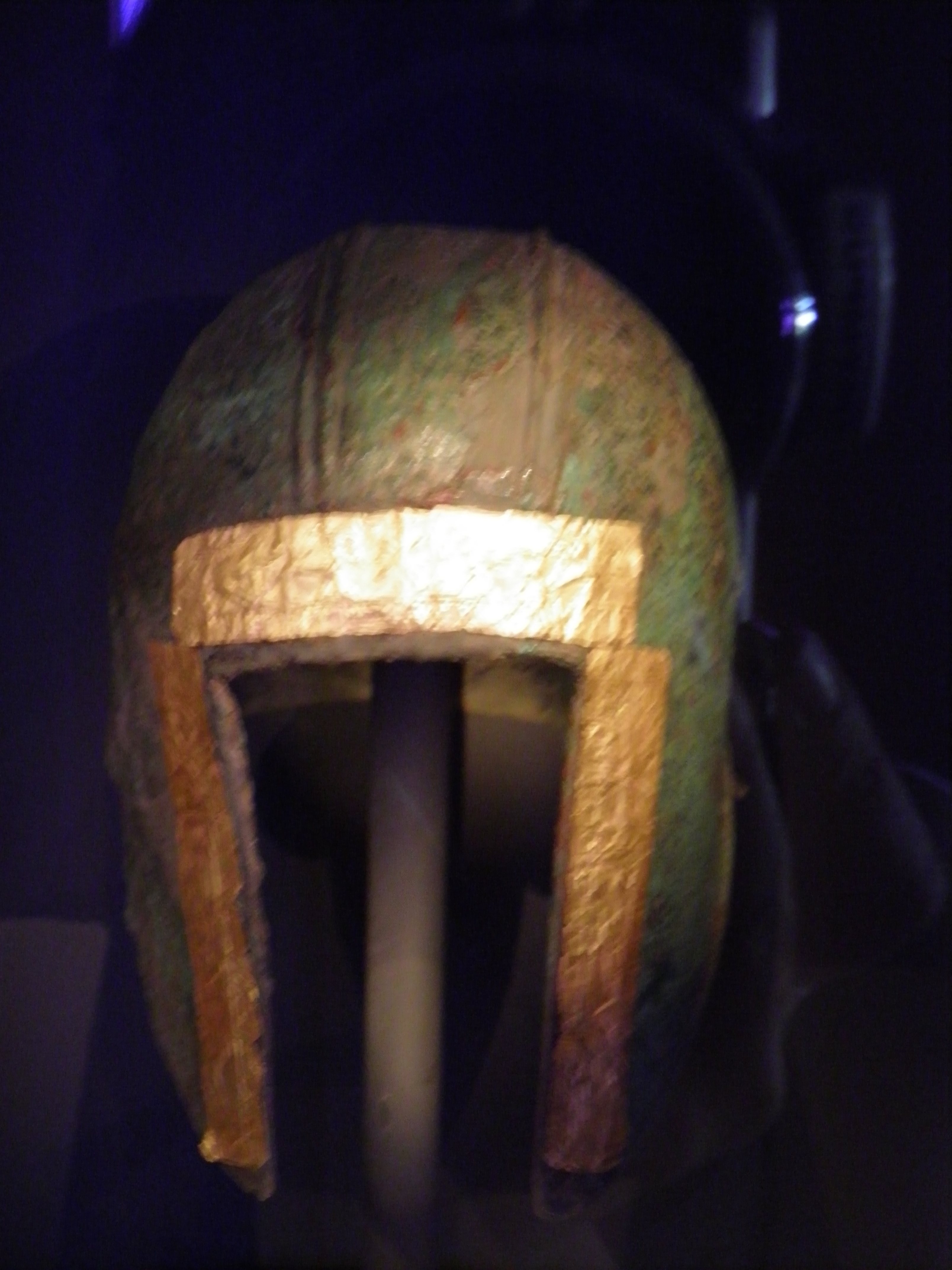
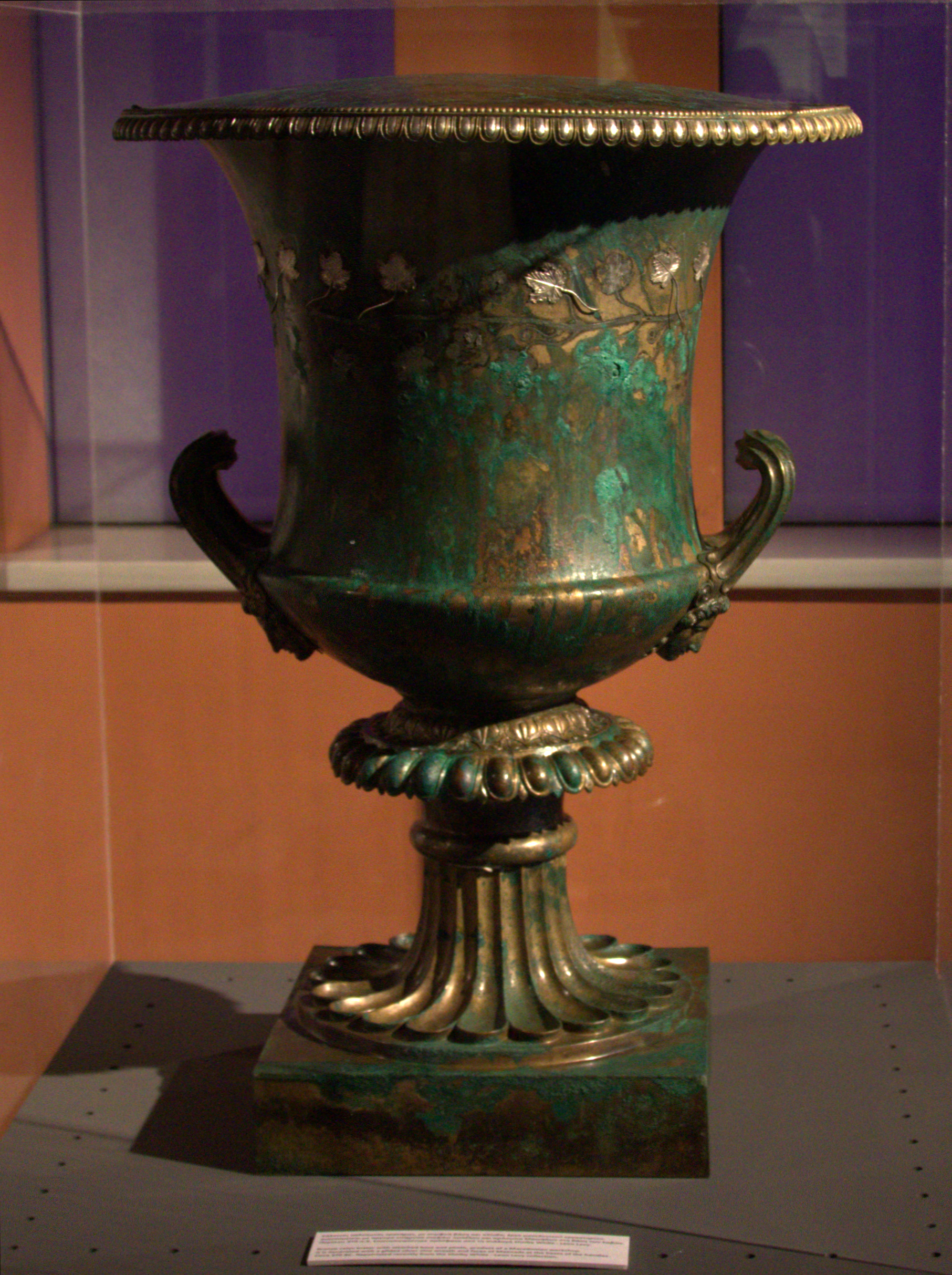
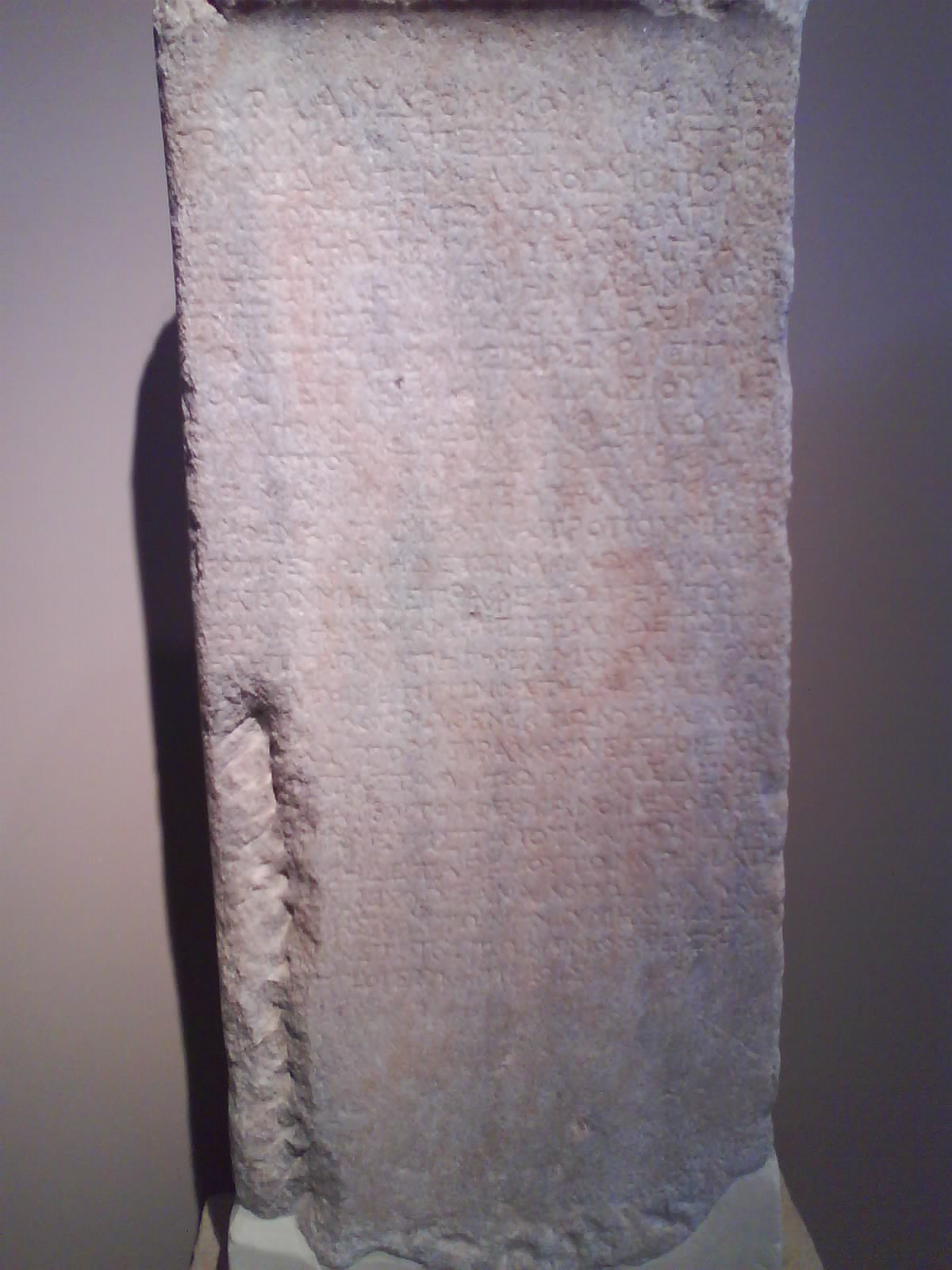
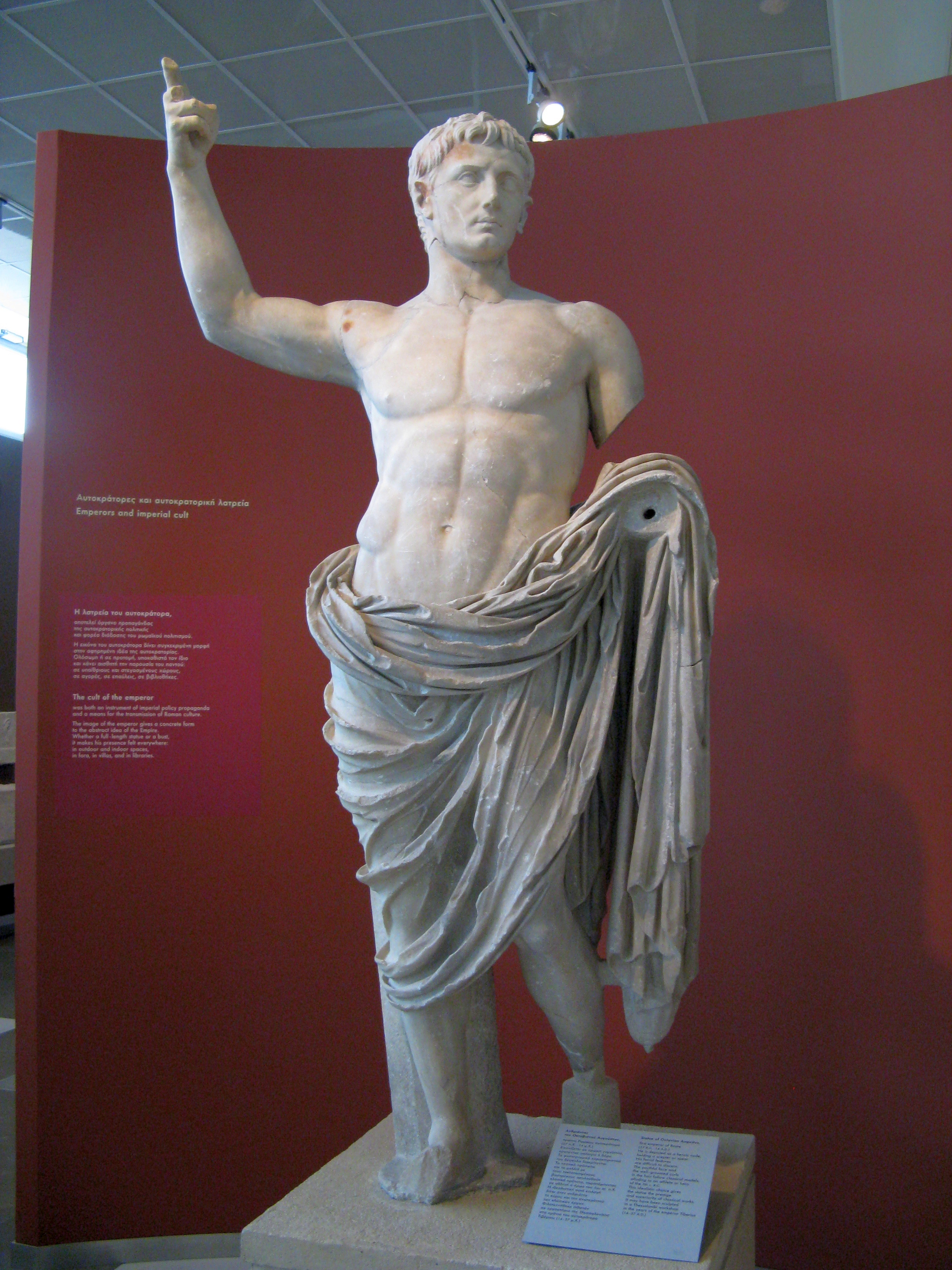
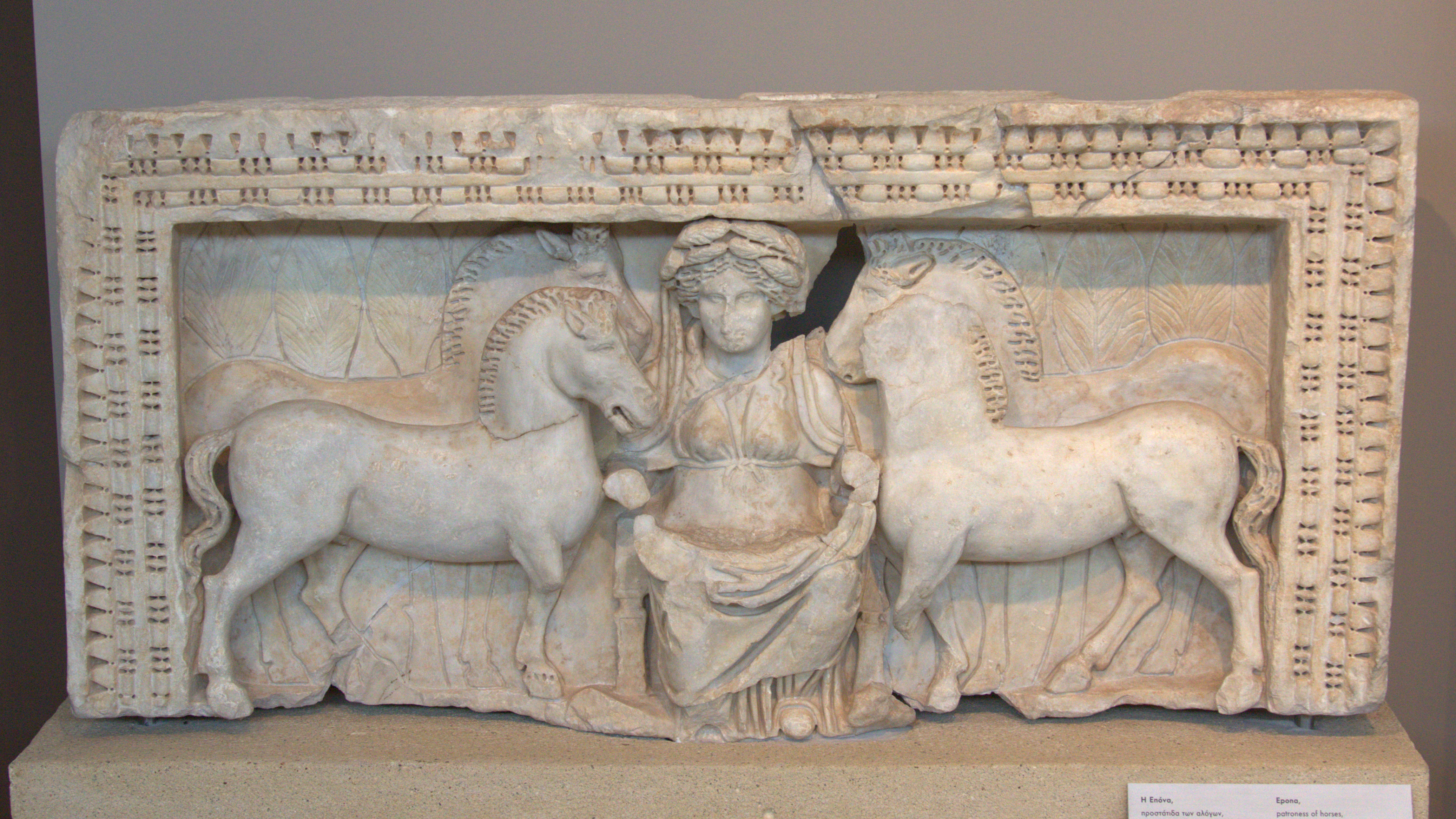
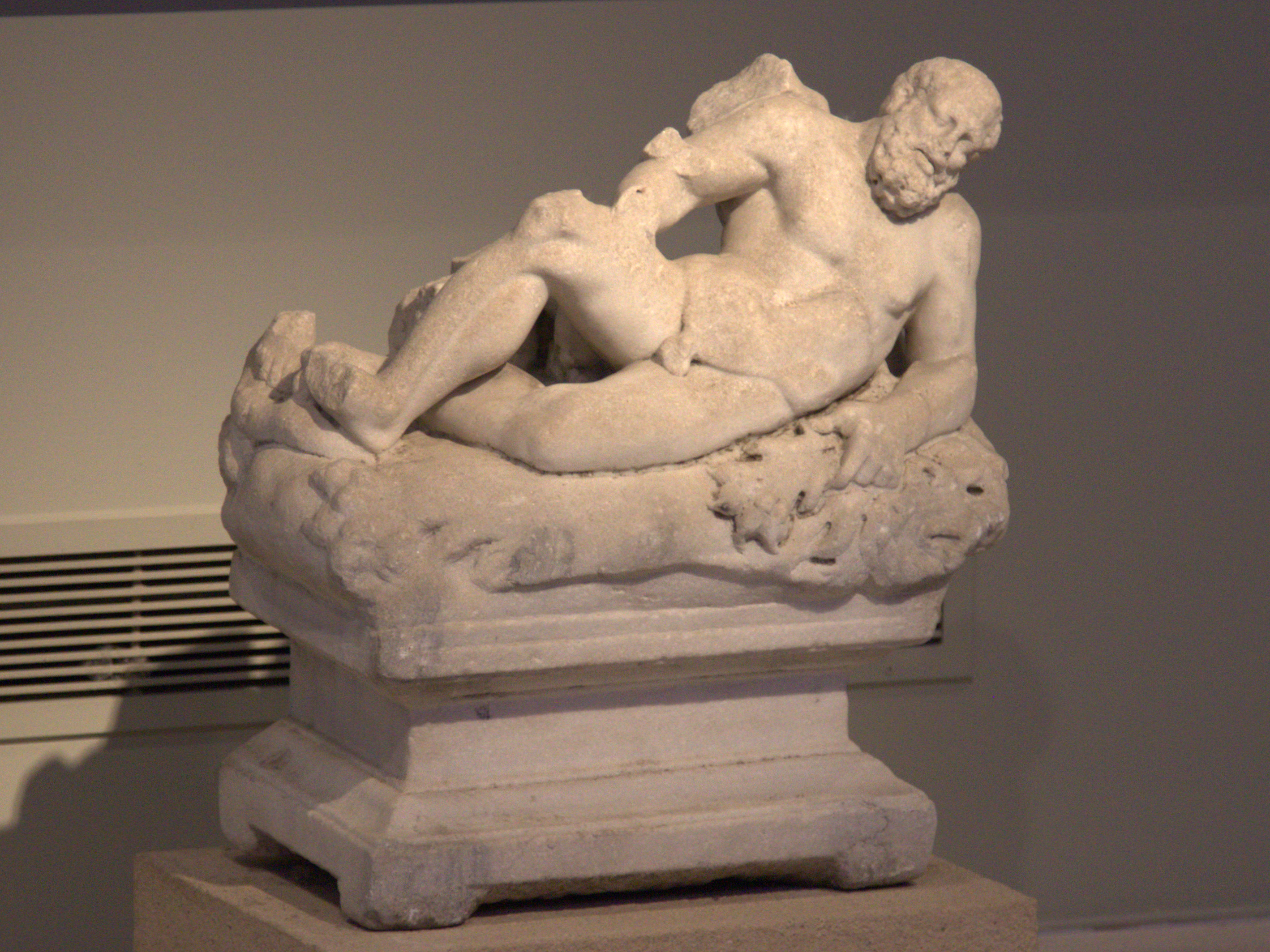
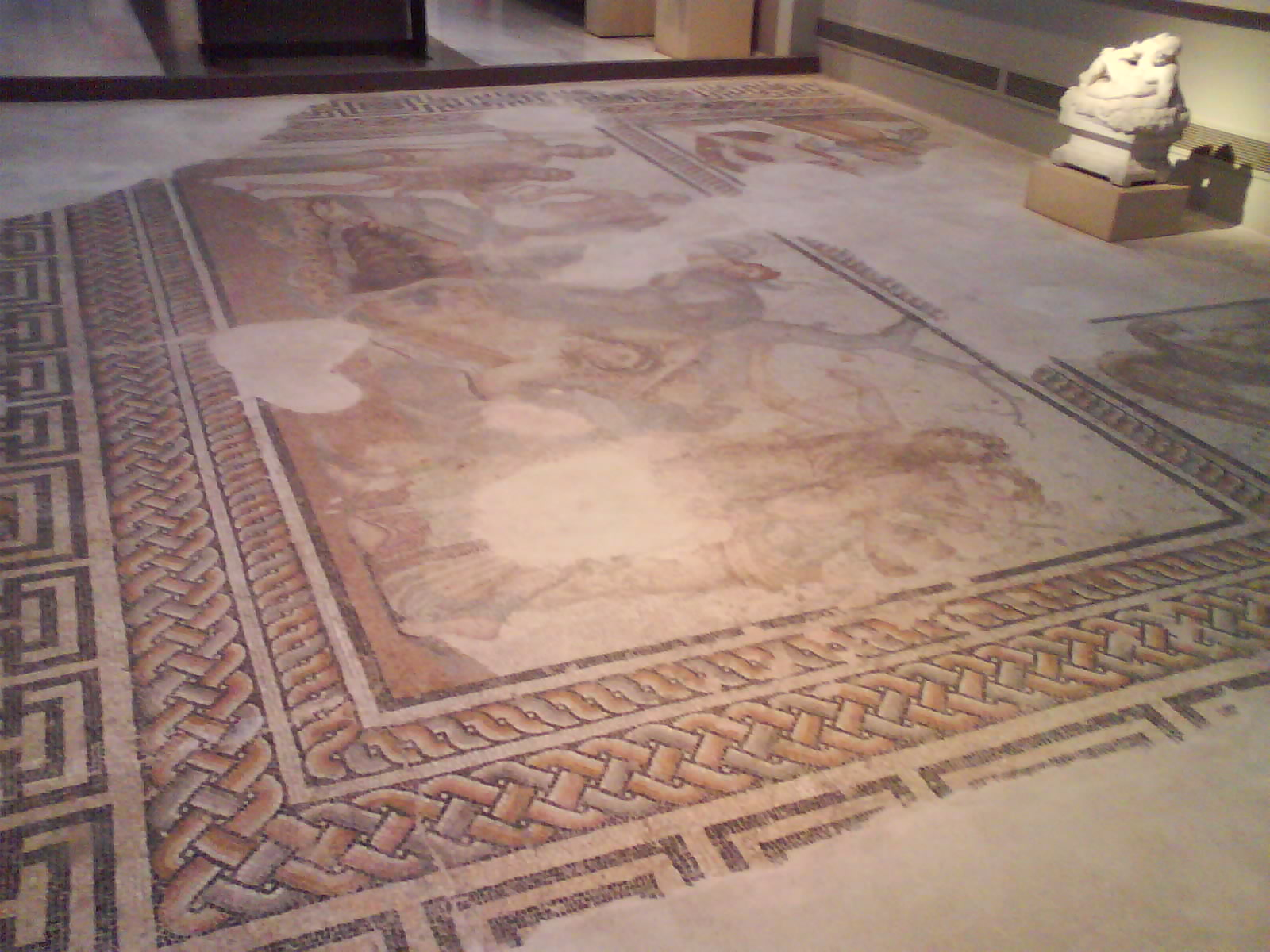

## 外部連結
- Official site （页面存档备份，存于）
- Museums of Macedonia （页面存档备份，存于）